# Site d'essais du Nevada

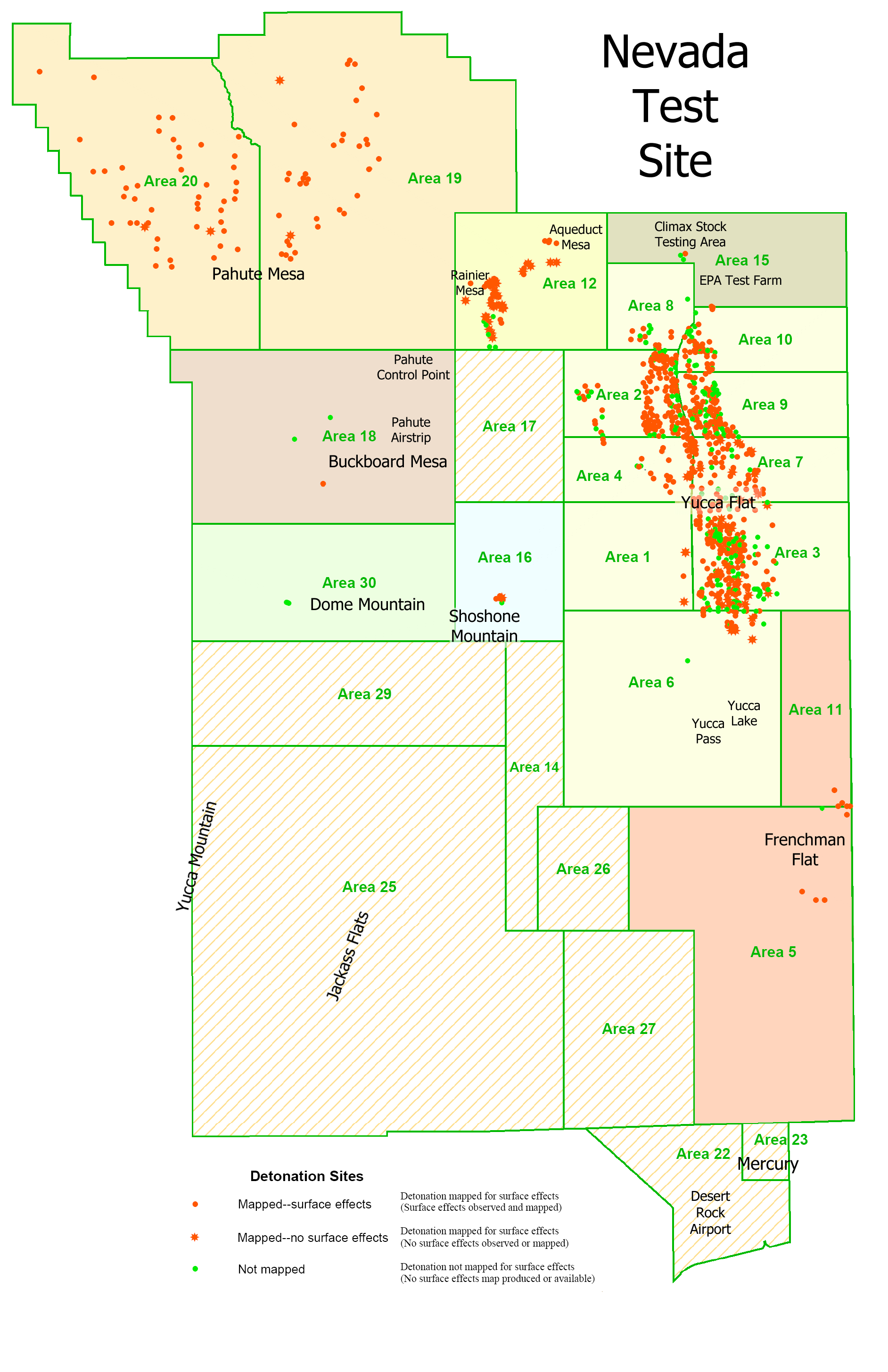
Zonage du site d'essais du Nevada.

Le site d'essais du Nevada (Nevada Test Site : NTS), renommé depuis août 2010 Site de sécurité nationale du Nevada (Nevada National Security Site : NNSS), est une région des États-Unis dépendant du département de l'Énergie des États-Unis ayant servi  de 1951 à 1992 pour 928  essais nucléaires, le record mondial d'essais nucléaires sur un même site.
D'une superficie de 3 500 km2, il se situe dans le comté de Nye au Nevada. Il est divisé en 30 zones de test.
La plupart des images emblématiques d'essais nucléaires ont été prises sur le site. Les impacts des essais sont nettement visibles au moyen du logiciel Google Earth (aux coordonnées : 37° 06′ 40″ N, 116° 04′ 16″ O), de plus les dates, la puissance et le nom des essais sont mentionnés pour chacun.

## Historique
En 1950, en pleine guerre froide, le président Truman choisit d'effectuer ses tests nucléaires sur son sol, en plus de ceux menés dans le Pacifique.
Les programmes de recherche sur la propulsion nucléaire telle NERVA furent testés sur le site.
Le 27 août 1957 lors de l'essai « Pascal-B » de la série de tests nucléaires souterrains de l'opération Plumbbob, une plaque en acier dont le poids est estimé à environ une tonne, qui fermait le puits du test, a été expulsée à très grande vitesse et n'a jamais été retrouvée ensuite.
Dans les années 1950, les explosions nucléaires du site deviennent une attraction touristique et sont célébrées à Las Vegas tels des feux d'artifice. Les journalistes sont conviées aux spectacles à 20 kilomètres à peine des explosions et sans protections. Le 22 avril 1952, une explosion est retransmise en direct à la télévision. Le 19 mai 1953, l'explosion rebaptisée Dirty Harry par la presse provoque des retombées radioactives jusque dans l'Utah.
À partir de 1963, les essais deviennent souterrains.
À la fin des années 1970, plus de 12 000 personnes sont employées sur le site. En 1984, un juge reconnait que le gouvernement américain est responsable de négligence car conscient des risques liés à l'exposition aux radiations nucléaires depuis les années 1950. En 1990, les habitants de la base et de la région ont été dédommagés.
Lorsque les essais ont été arrêtés en 1992, le département de l'Énergie des États-Unis estima qu'il restait plus de 300 millions de curies sur le site, soit l'un des endroits les plus radioactivement contaminés des États-Unis. Bien que la radioactivité décroisse dans le temps, les isotopes à longues demi-vies présents sur le site seront dangereux pendant des dizaines de milliers d'années. 
Il est utilisé depuis à d'autres fins, dont des essais hydronucléaires depuis 1997 et l'entrainement de personnels et de tests de matériel pour la détection d'armes de destruction massive.

## Galerie de photos

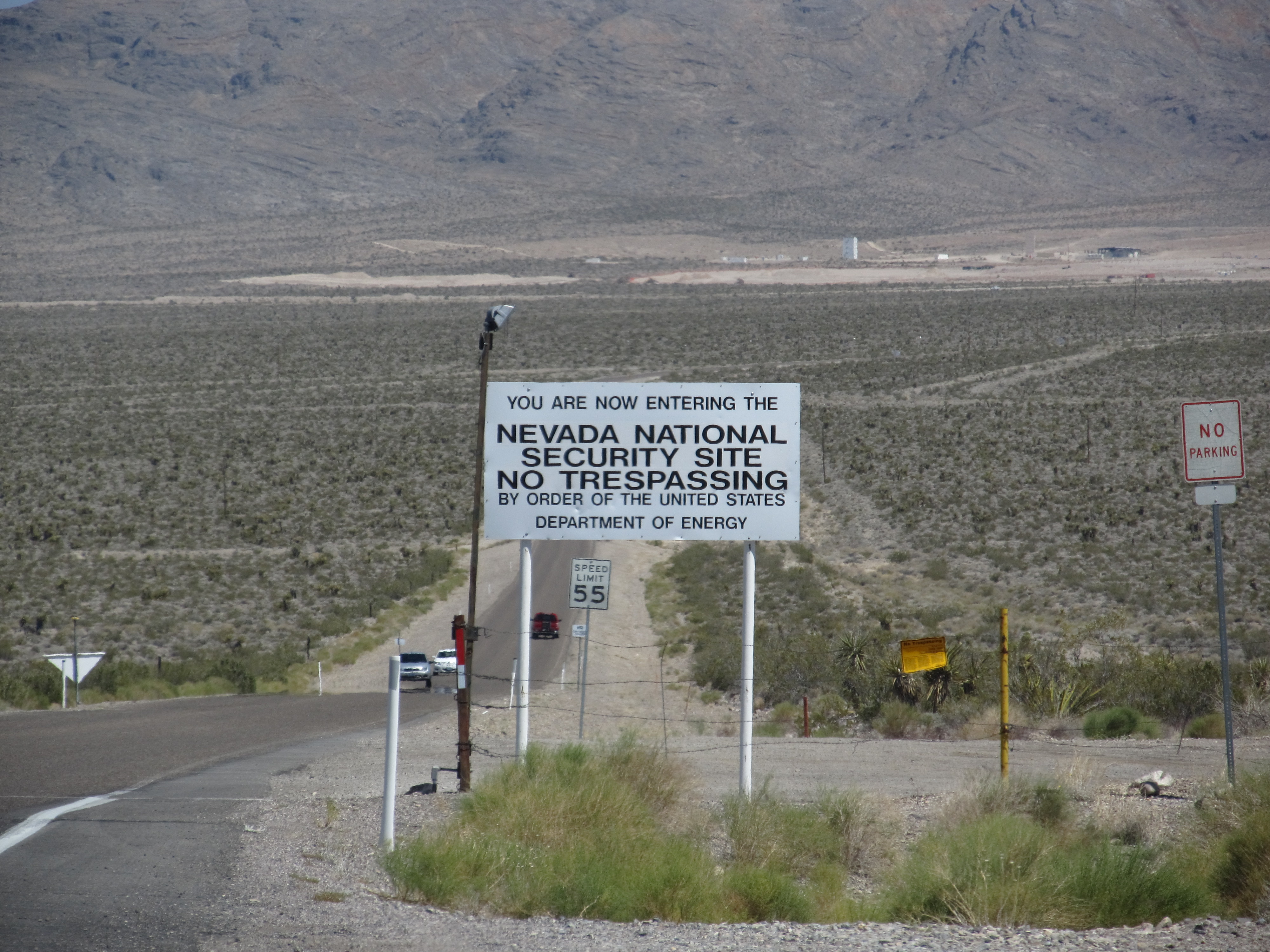
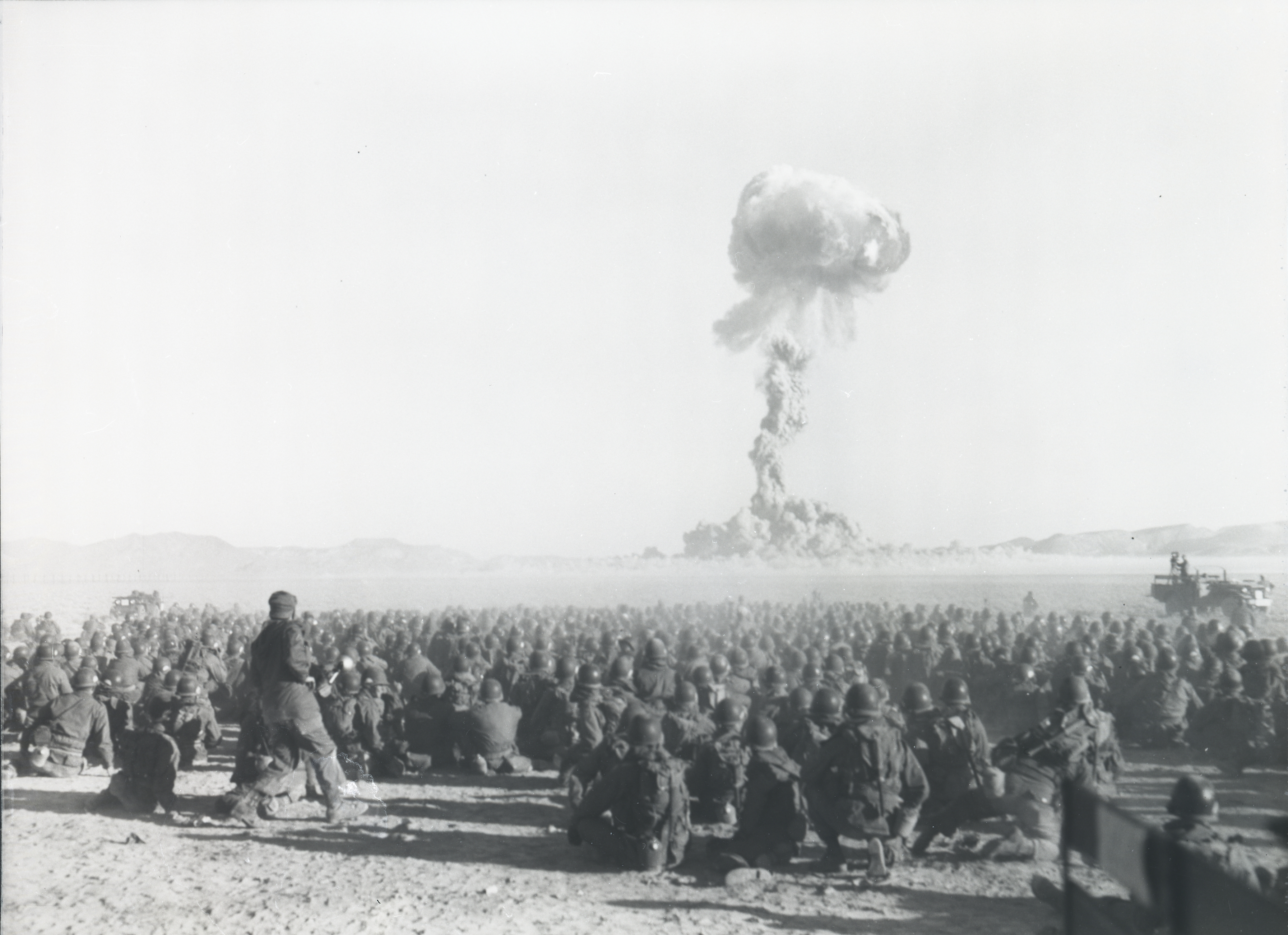
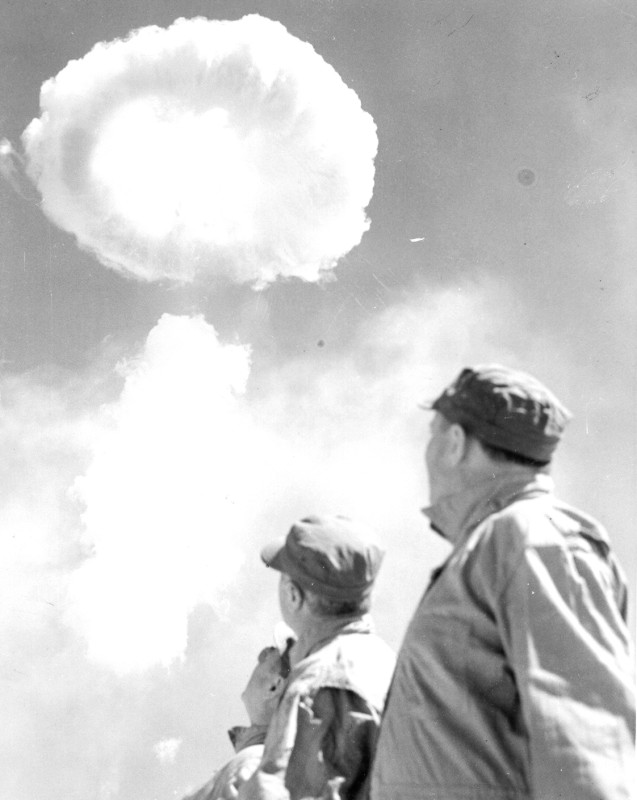
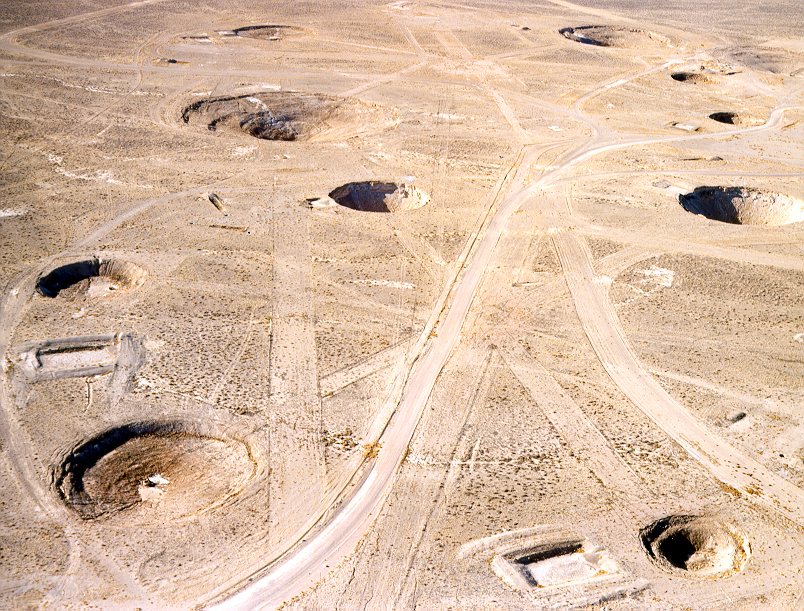
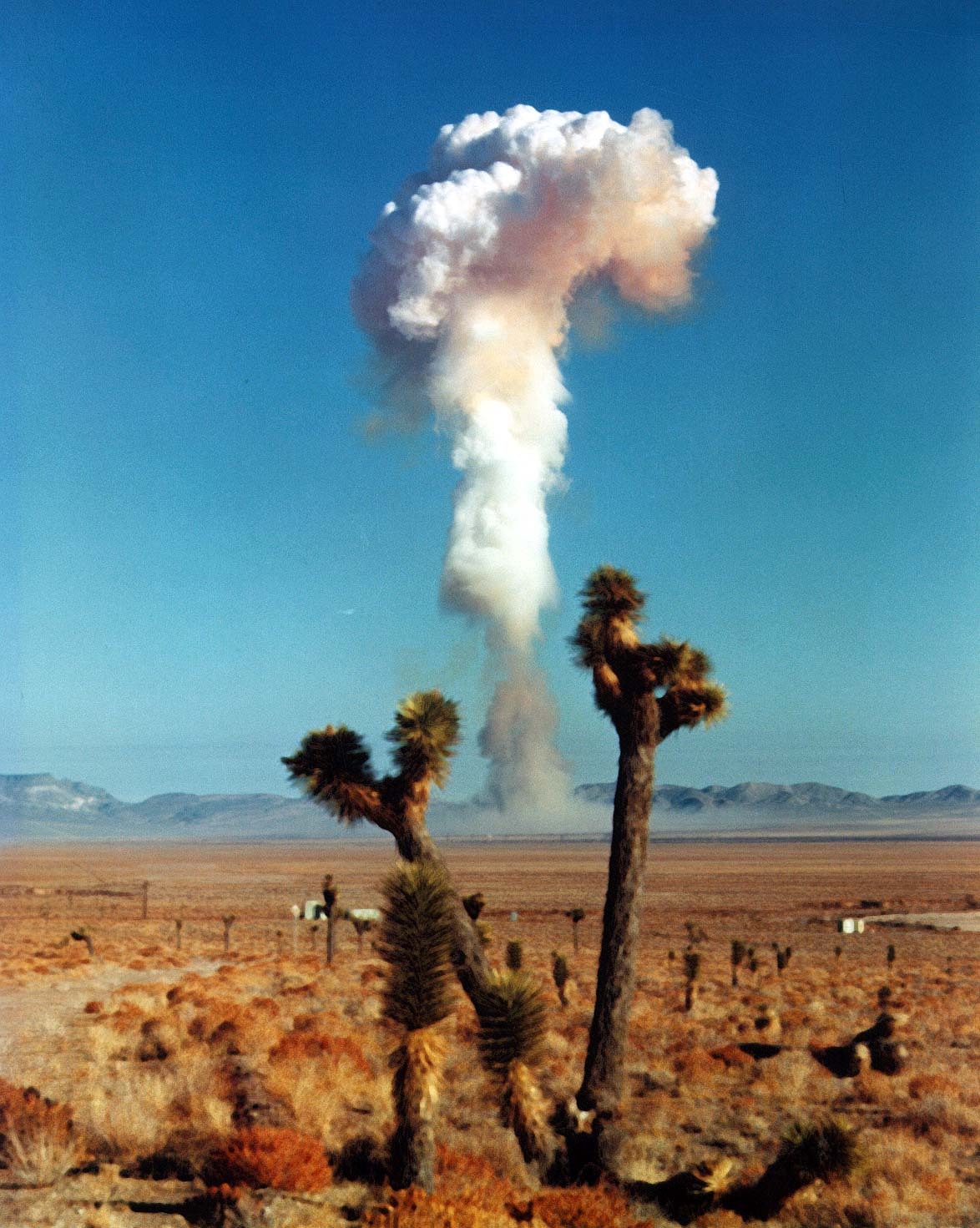
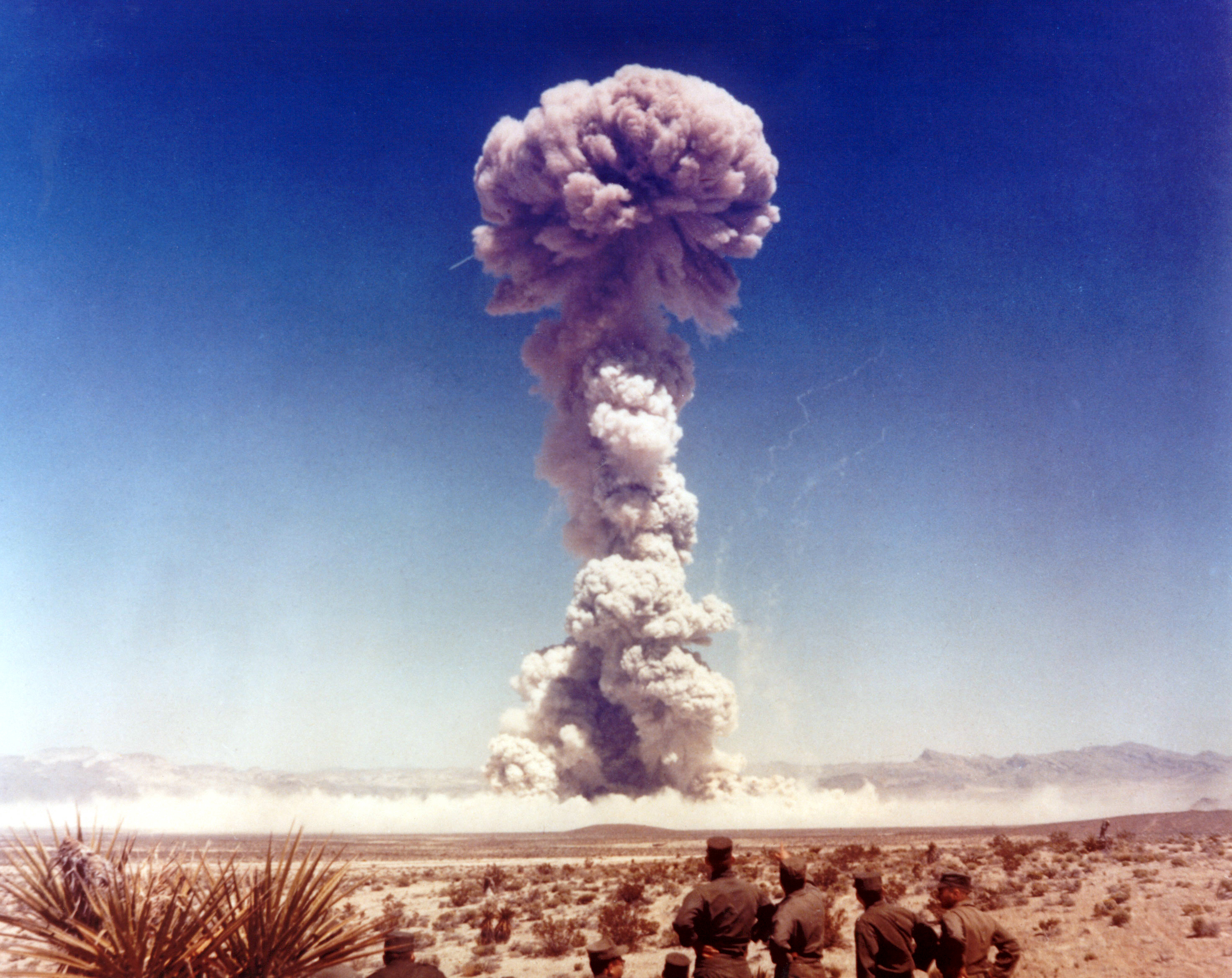
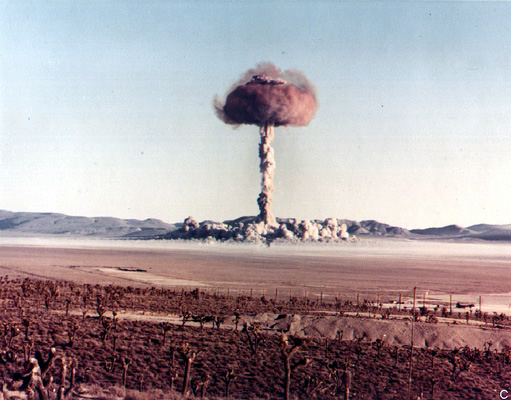
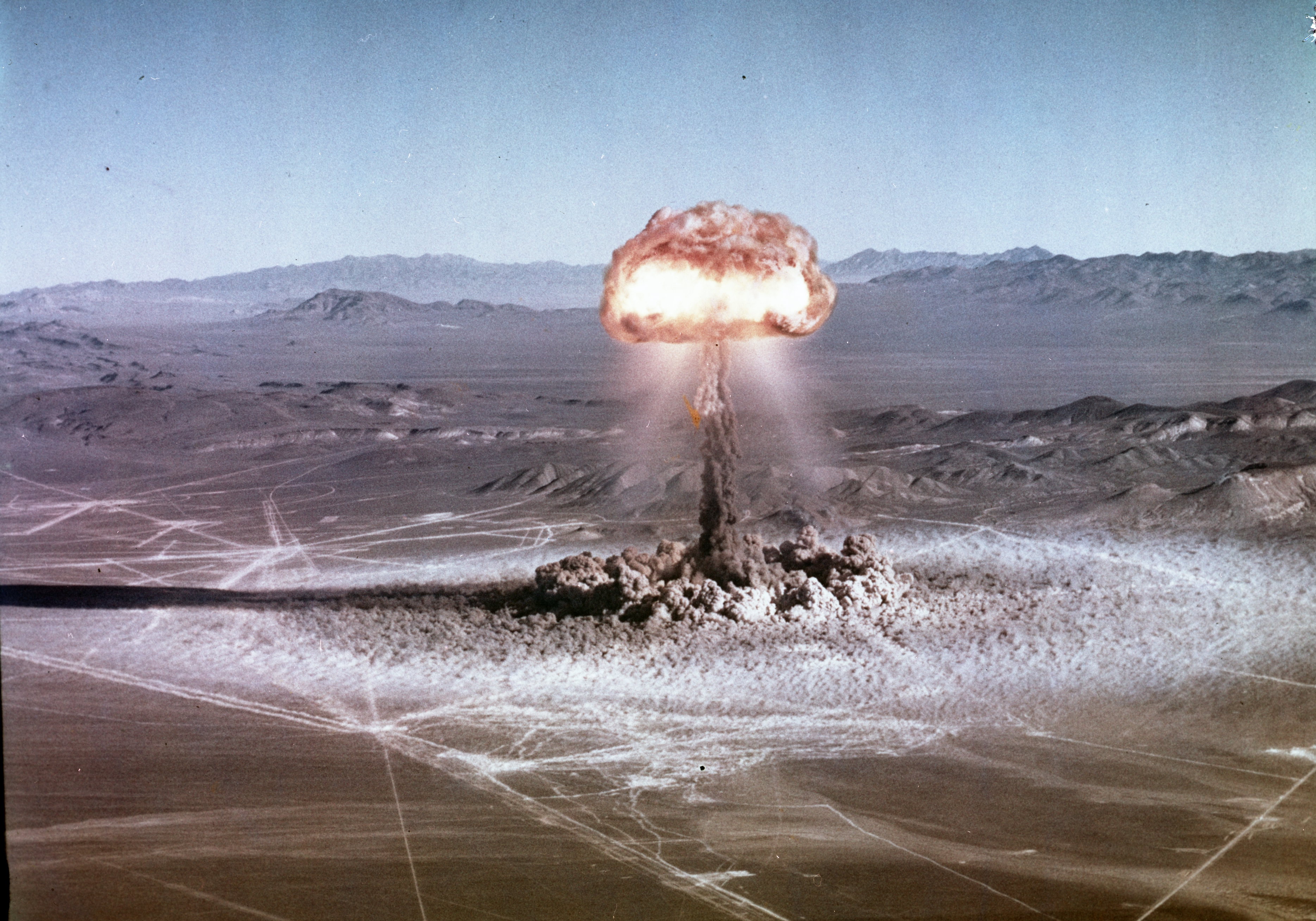
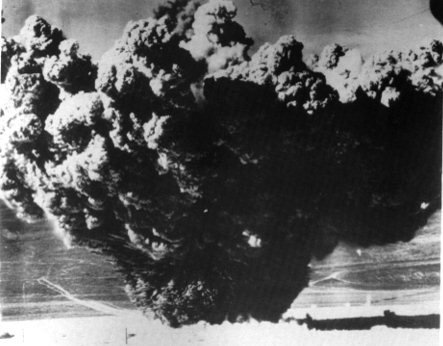
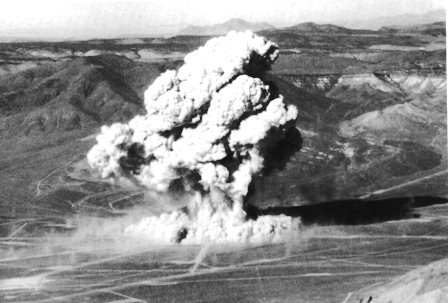
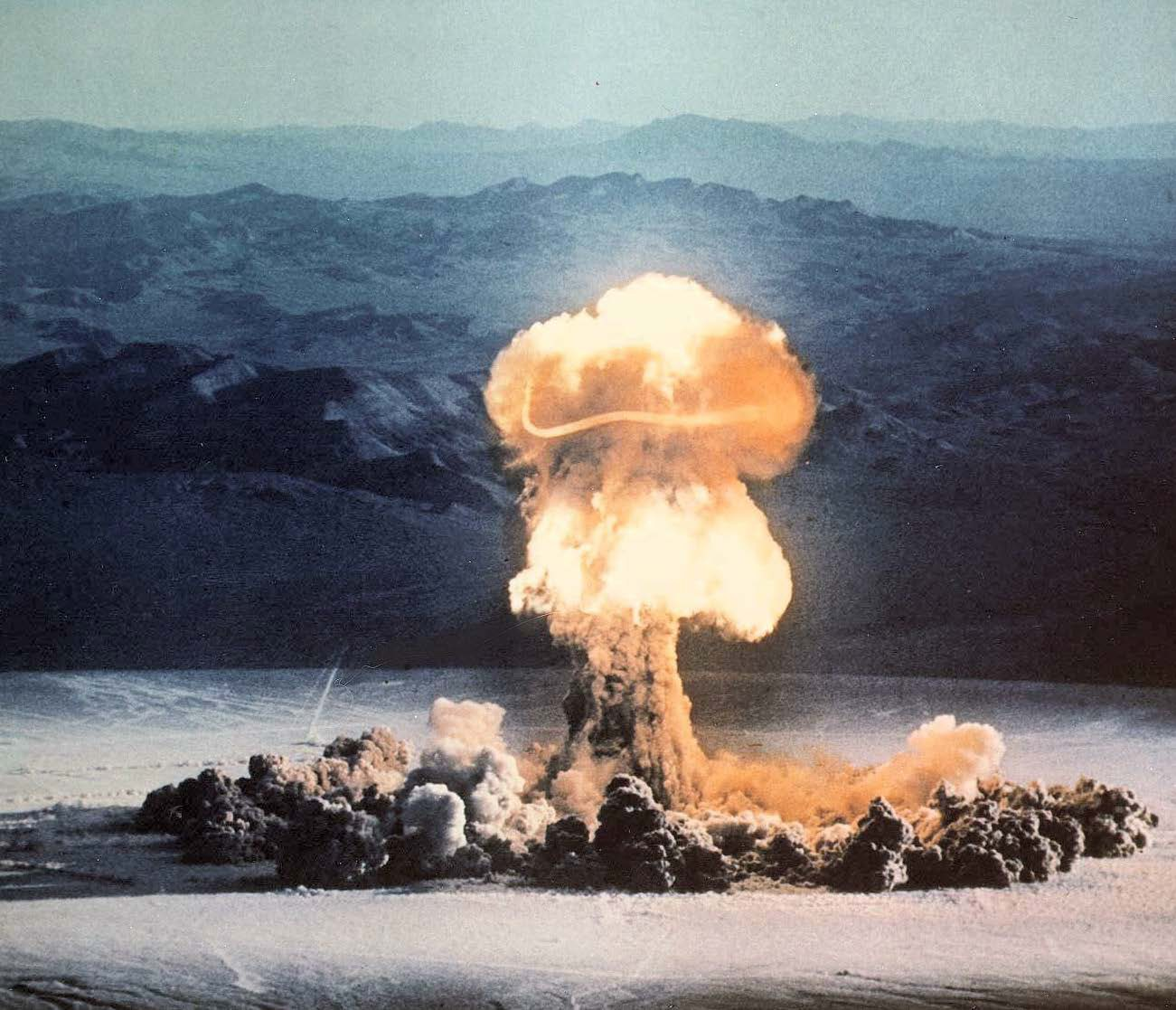
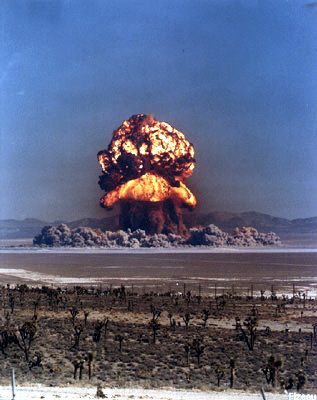
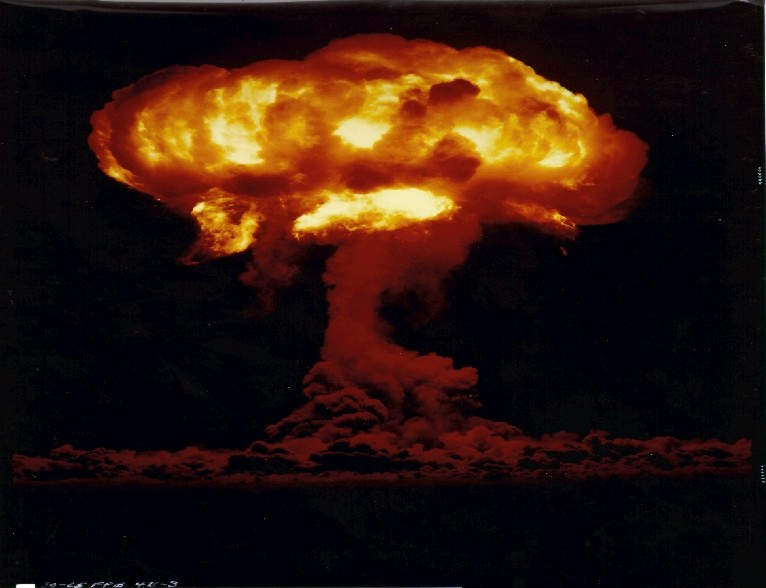
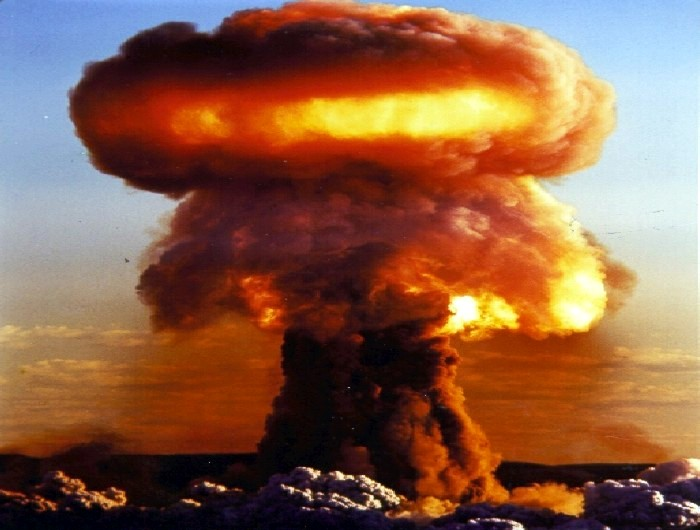
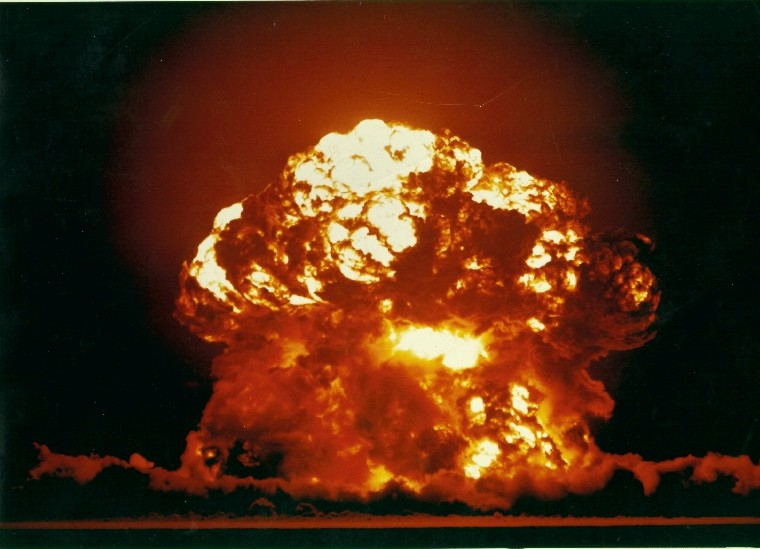